# Loxosceles rica
Loxosceles rica är en spindelart som beskrevs av Willis J. Gertsch och Ennik 1983. Loxosceles rica ingår i släktet Loxosceles och familjen Sicariidae.
Artens utbredningsområde är Costa Rica. Inga underarter finns listade i Catalogue of Life.